# Зондхайм, Эрна
Эрна Зондхайм (нем. Erna Sondheim, 17 февраля 1904 — 9 января 2008), после замужества взявшая фамилию Глюк (нем. Glück) — немецкая фехтовальщица-рапиристка, призёрша чемпионата мира.

## Биография
Родилась в 1904 году в Гаутинге. В 1928 году заняла 4-е место в личном первенстве на рапирах на Олимпийских играх в Амстердаме. В 1932 году стала бронзовой призёркой Международного первенства по фехтованию в Копенгагене (в 1937 году Международная федерация фехтования задним числом признала чемпионатами мира все прошедшие ранее Международные первенства по фехтованию).